# Opius victosimilis
Opius victosimilis är en stekelart som beskrevs av Fischer 1999. Opius victosimilis ingår i släktet Opius och familjen bracksteklar. Inga underarter finns listade i Catalogue of Life.